# Welttelegrafen-Denkmal

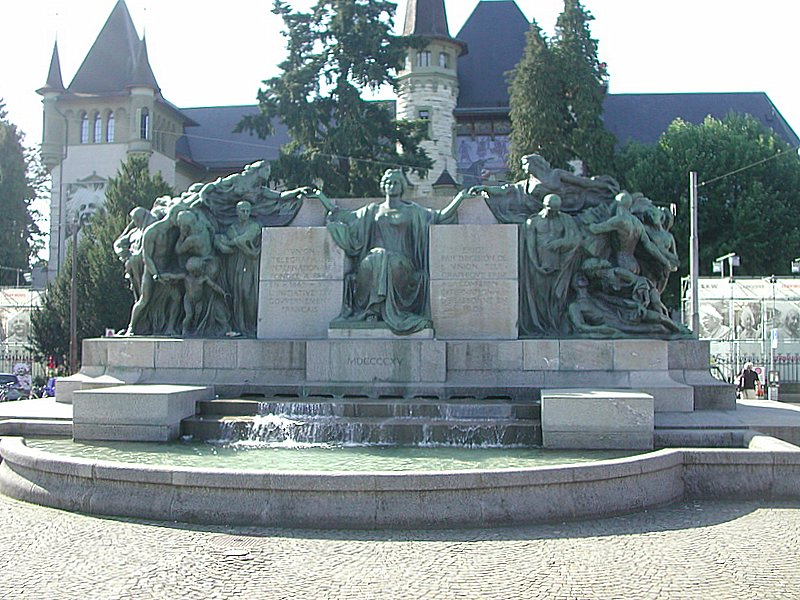
Das Denkmal mit Helvetia, sitzend im Zentrum

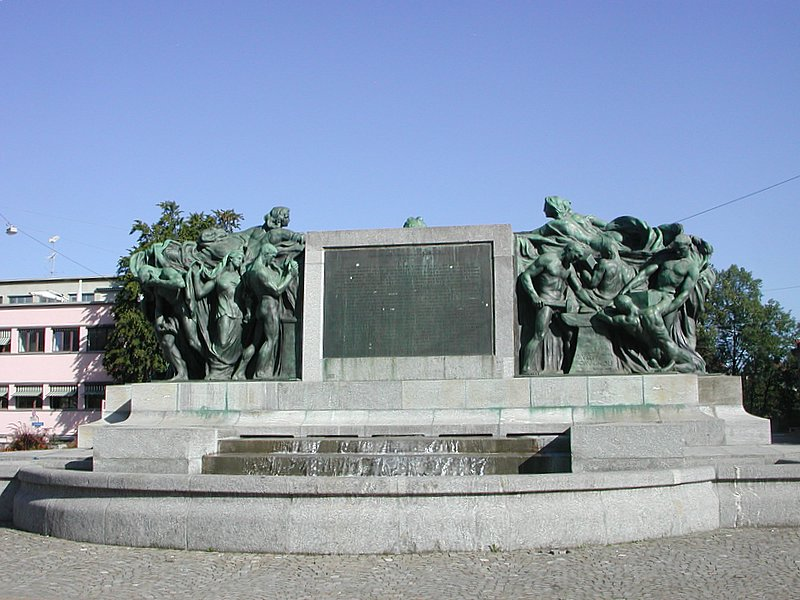
Rückseite des Denkmals

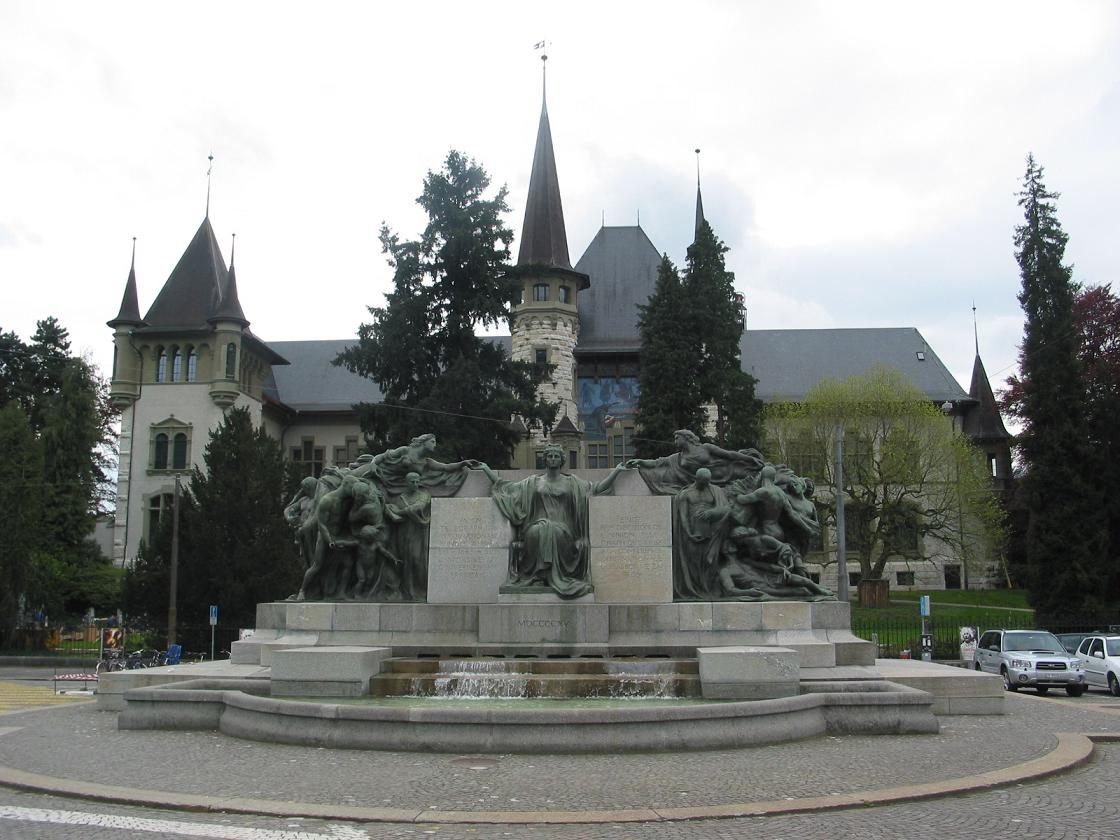
Das Denkmal vor dem Historischen Museum

Das Welttelegrafen-Denkmal ist ein Denkmal mit Brunnen auf dem Helvetiaplatz vor dem Historischen Museum in Bern.
Es erinnert an den 1865 gegründeten Welttelegrafenverein und wurde 1922 nach einem Projekt von Giuseppe Romagnoli (1872–1966) aus Bologna ausgeführt, das siegreich aus einem 1911 veranstalteten Preisausschreiben hervorgegangen war.

## Beschreibung
Auf einem monumentalen Sockel zwischen zwei Brunnenbecken aus Calciumsilikat steht eine in thematische Einheiten (Familie, körperliche und geistige Arbeit, Schmerz, Fruchtbarkeit, Barmherzigkeit) gegliederte Figurengruppe aus Bronze, die in der Mitte von einer sitzenden Frauengestalt dominiert wird und darstellen soll, wie die „Seelen der Völker“ verbunden werden.
Auf der Südseite befand sich ursprünglich eine Tafel mit den Namen der 83 Gründerstaaten des Vereins, doch seit dem hundertjährigen Vereinsjubiläum 1965 ist sie durch eine Tafel verdeckt, welche die Namen der damals 128 Mitgliedstaaten trägt und vom Bundesrat gestiftet wurde.
Des Weiteren steht in französischer Sprache:

« Union Télégraphique Internationale fondée à Paris en 1865 sur l’initiative du gouvernement français. Érigé par décision de l’Union Télégraphique prise à la conférence internationale de Lisbonne en 1908. »

„Internationale Fernmeldeunion, 1865 zu Paris auf Anregung der französischen Regierung gegründet. Errichtet gemäß Beschluss der Fernmeldeunion anlässlich der internationalen Konferenz zu Lissabon 1908.“

## Rezeption
In seinem Jugendbuchklassiker Mein Name ist Eugen von Klaus Schädelin bezeichnet der kindliche Erzähler die Brunnenfigur als Helvetia und schreibt über sie:

„Was ich diese Helvetia aus Eisen, diese Riesenmadam hasse, seitdem man mir einst in der zweiten Klasse gesagt hatte, ich solle ihr auf den Schoss klettern, und dann drücke mich der Bäschteli mit seinem Kodak ab, und das sei eine schöne Erinnerung. Sie halfen mir zu dritt auf der Helvetia ihren Riesenschoss, und nicht nur war es mir dort sehr schwindlig und schämte ich mich, wie immer mit Mädchen, sondern von unten herauf lachten sie und nannten mich Bubi, und dann waren sie auf einmal verschwunden, und ich blieb allein auf weitem Schoss zurück. Zudem war der Rock der Helvetia von der Sonne sehr heiss, und weil ich erst in die zweite Klasse ging, heulte ich los, was ich konnte, bis mich der Stationsvorstand vom Muribähnli rettete. Das war eine meiner grössten Blamagen, besonders noch, weil mich der Bäschteli tatsächlich photographiert hatte, aber erst beim Heulen. Und seither sagten sie mir jeden Morgen in der Schule: »Eugen, denk mal, wie du auf dem Denkmal warst!«“